# Grote Prijs Raf Jonckheere 1971
De 21e editie van de Belgische wielerwedstrijd Grote Prijs Raf Jonckheere werd verreden op 26 juli 1971. De start en finish vonden plaats in Westrozebeke. De winnaar was Willy Van Neste, gevolgd door Rudy De Groote en Ronny Vanmarcke.

## Uitslag
| Grote Prijs Raf Jonckheere 1971 |                 |                     |      |
| Plaats                          | Naam            | Ploeg               | Tijd |
| Winnaar                         | Willy Van Neste | Flandria-Mars       |      |
| 2                               | Rudy De Groote  | Hertekamp-Magniflex |      |
| 3                               | Ronny Vanmarcke | Flandria-Mars       |      |

1951 · 1952 · 1953 · 1954 · 1955 · 1956 · 1957 · 1958 · 1959 · 1960 · 1961 · 1962 · 1963 · 1964 · 1965 · 1966 · 1967 · 1968 · 1969 · 1970 · 1971 · 1972 · 1973 · 1974 · 1975 · 1976 · 1977 · 1978 · 1979 · 1980 · 1981 · 1982 · 1983 · 1984 · 1985 · 1986 · 1987 · 1988 · 1989 · 1990 · 1991 · 1992 · 1993 · 1994 · 1995 · 1996 · 1997 · 1998 · 1999 · 2000 · 2001 · 2002 · 2003 · 2004 · 2005 · 2006 · 2007 · 2008 · 2009 · 2010 · 2011 · 2012 · 2013 · 2014 · 2015 · 2016 · 2017 · 2018 · 2019 · 2020 · 2021 · 2022